# Michaił Sałtykow-Szczedrin
Michaił Jewgrafowicz Sałtykow-Szczedrin (ros. Михаил Евграфович Салтыков-Щедрин, właściwie Michaił Jewgrafowicz Sałtykow (ros. Михаил Евграфович Салтыков); ur. 15 stycznia?/27 stycznia 1826 w Spas-Ugoł, Imperium Rosyjskie, zm. 28 kwietnia?/10 maja 1889 w Petersburgu, Imperium Rosyjskie) – rosyjski pisarz, satyryk i publicysta. Autor utworów zawierających sarkastyczną krytykę życia społeczno-politycznego w carskiej Rosji. Rozpowszechnił powiedzenie „rubla zarobić i cnotę zachować” (ros. капитал приобрести и невинность соблюсти, dosł. „zdobyć kapitał i zachować cnotę”).

## Życiorys
Wywodził się z rodziny arystokratycznej Sałtykowów. Sytuacja rodzinna odzwierciedla się w jego utworach. Otrzymywał domowe wykształcenie, w wieku 10 lat wyjechał do Moskwy do instytutu dla synów szlacheckich; spędził tam dwa lata i został (jako jeden z najzdolniejszych uczniów) przeniesiony do Carskiego Sioła.
W 1844 zakończył tam edukację, w trakcie której próbował swych sił literackich. Zaczynał od wierszy naśladowczych. Po ukończeniu w 1844 roku szkoły nigdy więcej nie tworzył wierszy, a nawet wyśmiewał swoje utwory. Jego debiut literacki przypadł na rok 1847 utworem Sprzeczności. Przez siedem i pół roku służył jako urzędnik w Wiatce, miejscu zsyłek wrogów politycznych.
Po powrocie z Wiatki ożenił się z córką gubernatora. W latach 1856–1857 napisał Szkice gubernialne. Przedstawione w nich miasto Krytogorod (tak naprawdę Wiatka) stało się symbolem prowincjonalnej Rosji. Cesarz Aleksander II mianował go na stanowisko wicegubernatora w guberni wiackiej.
W 1863 roku napisał Niewinne opowieści i Satyry w prozie. Od 1863 roku przez dwa lata zajmował się wraz z Niekrasowem redakcją pisma Sowriemiennik. Wszystko, co pisał w tym czasie, drukował w tym piśmie.
Nazywano go prokuratorem życia społecznego. Od roku 1857 (rok wydania Szkiców Gubernialnych) podpisywał swoje utwory pseudonimem Szczedrin.

## Wybrana twórczość

### Powieści
1875–1880 – Państwo Gołowlewowie (ros. Господа Головлёвы) – polskie tłumaczenie Tadeusz Łopalewski
1869–1870 – Dzieje pewnego miasta (ros. История одного города) – polskie tłumaczenie Seweryn Pollak
1878–1879 – Ubieżyszcze Monriepo (ros. Убежище Монрепо)
1887–1889 – Poszechońskie dawne dzieje (ros. Пошехонская старина)

### Bajki
1869:
- Zginęło sumienie (ros. Пропала совесть)
- Dziki dziedzic (ros. Дикий помещик)
- Jak jeden chłop udomowił dwóch generałów (inne tytuły Jak jeden chłop wyżywił dwóch dygnitarzy; Opowieść o tym, jak jeden chłop nakarmił dwóch generałów; ros. Повесть о том, как один мужик двух генералов прокормил)

1883:
- Przemądrzały kiełb (ros. Премудрый пискарь)
- Ofiarny zając (ros. Самоотверженный заяц)
- Biedny wilk (ros. Бедный волк)

1884:
- Karaś idealista (ros. Карась-идеалист)
- Niedźwiedź wojewodą (ros. Медведь на воеводстве)
- Orzeł mecenasem (ros. Орел-меценат)
- Żurnalista oszust i łatwowierny czytelnik (ros. Обманщик-газетчик и легковерный читатель)

1885:
- Wierny Trezor (ros. Верный Трезор)
- Roztropny zając (ros. Здравомысленный заяц)
- Liberał (ros. Либерал)
- Konisko (ros. Коняга)
- Niedrzemiące oko (ros. Недреманное око)
- Głupiec (ros. Дурак)
- Niepamiętliwy baran (ros. Баран-непомнящий)
- Kisiel (ros. Кисель)

1886:
- Przygoda Kramolnikowa (ros. Приключение с Крамольниковым)
- Próżna rozmowa (ros. Праздный разговор)
- Bohater (ros. Богатырь)
- Gawron suplikant (ros. Ворон-челобитчик)
- W noc wigilijną (ros. Христова ночь)
- Bożonarodzeniowa bajka (ros. Рождественская сказка)
- Sąsiedzi (ros. Соседи)
- Pożar wiejski (inny tytuł Pożar we wsi; ros. Деревенский пожар)
- W drodze (ros. Путём-дорогою)

### Zbiór szkiców
1856–1857 – Szkice gubernialne (ros. Губернские очерки)

### Komedie
1857 – Śmierć Pazuchina: Komedia w 4 aktach (ros. Смерть Пазухина) – polskie tłumaczenie Eugeniusz Łopalewski
1862–1865 – Cienie (ros. Тени)